# Liste der Nummer-eins-Hits in Kanada (2018)
Dies ist eine Liste der Nummer-eins-Hits in Kanada im Jahr 2018. Die basiert auf den offiziellen Top-20-Album- und Trackcharts von Music Canada im Auftrag der kanadischen Vertretung der IFPI.

## Singles
| ← 2017 ← | Liste der Nummer-eins-Hits in Kanada | Liste der Nummer-eins-Hits in Kanada | Liste der Nummer-eins-Hits in Kanada | 2019 →                    |
| \| Zeitraum \| Wo. ges. \| Interpret \| Titel Autor(en) \| Zusätzliche Informationen \| \| (Zeitraum, Wochen auf Platz eins, Interpret, Titel, Autor[en], zusätzliche Informationen) \| \| \| \| \| \| ----------------------------------------------------------------------------------------- \| -------- \| -------------------------- \| -------------------------------------------------------------------------------------------------------------------------------------------------------------------------------------------------------------------------------------------------------------------------------------- \| ------------------------- \| \| 23. Oktober 2017 – 25. Februar 2018 18 Wochen (insgesamt 19) \| 19 \| Ed Sheeran \| Perfect Edward Christopher Sheeran \| – \| \| 26. Februar 2018 – 4. März 2018 1 Woche (insgesamt 3) \| 3 \| Drake \| God’s Plan Aubrey Graham, Daveon Lamont Jackson, Ronald Latour, Matthew Jehu Samuels, Noah James Shebib \| – \| \| 5. März 2018 – 11. März 2018 1 Woche \| 1 \| Post Malone \| Psycho Louis Bell, Tyrone Griffin Jr., Austin Post \| – \| \| 12. März 2018 – 18. März 2018 1 Woche (insgesamt 19) \| 19 \| Ed Sheeran \| Perfect Edward Christopher Sheeran \| – \| \| 19. März 2018 – 25. März 2018 1 Woche (insgesamt 3) \| 3 \| Drake \| God’s Plan Aubrey Graham, Daveon Lamont Jackson, Ronald Latour, Matthew Jehu Samuels, Noah James Shebib \| – \| \| 26. März 2018 – 1. April 2018 1 Woche (insgesamt 3) \| 3 \| Bad Wolves \| Zombie Dolores Mary O’Riordan \| – \| \| 2. April 2018 – 8. April 2018 1 Woche \| 1 \| Shawn Mendes \| In My Blood Shawn Mendes, Teddy Geiger, Scott Harris, Geoffrey Elliott Warburton \| – \| \| 9. April 2018 – 15. April 2018 1 Woche (insgesamt 3) \| 3 \| Drake \| God’s Plan Aubrey Graham, Daveon Lamont Jackson, Ronald Latour, Matthew Jehu Samuels, Noah James Shebib \| – \| \| 16. April 2018 – 22. April 2018 1 Woche \| 1 \| Drake \| Nice for What Aubrey Graham, Marvin Hamlisch, Clifford Smith, Alan Bergman, Marilyn Bergman, Corey Woods, Lauryn N. Hill, Orville Hall, Phillip Price, Shane Lindstrom, Chauncey Lamont Hawkins, Dennis David Coles, Gary E. Grice, Jason S. Hunter, Robert F. Diggs, Russell T. Jones \| – \| \| 23. April 2018 – 29. April 2018 1 Woche (insgesamt 3) \| 3 \| Bad Wolves \| Zombie Dolores Mary O’Riordan \| – \| \| 30. April 2018 – 6. Mai 2018 1 Woche \| 1 \| Ariana Grande \| No Tears Left to Cry Max Martin, Savan Kotecha, Ilya Salmanzadeh, Ariana Grande \| – \| \| 7. Mai 2018 – 13. Mai 2018 1 Woche (insgesamt 3) \| 3 \| Bad Wolves \| Zombie Dolores Mary O’Riordan \| – \| \| 14. Mai 2018 – 27. Mai 2018 2 Wochen \| 2 \| Childish Gambino \| This Is America Donald Glover, Ludwig Göransson \| – \| \| 28. Mai 2018 – 3. Juni 2018 1 Woche \| 1 \| Backstreet Boys \| Don’t Go Breaking My Heart Stuart Crichton, Jamie Hartman, Stephen Wrabel \| – \| \| 4. Juni 2018 – 10. Juni 2018 1 Woche \| 1 \| Imagine Dragons \| Whatever It Takes Joel Little, Daniel Coulter Reynolds, Daniel Wayne Sermon, Benjamin Arthur McKee, Daniel James Platzman \| – \| \| 11. Juni 2018 – 24. Juni 2018 2 Wochen (insgesamt 10) \| 10 \| Maroon 5 \| Girls Like You Adam Levine, Henry Walter, Jason Evigan, Brittany Talia Hazzard, Gian Michael Stone \| – \| \| 25. Juni 2018 – 1. Juli 2018 1 Woche \| 1 \| Kygo & Imagine Dragons \| Born to Be Yours Kyrre Gørvell-Dahll, Daniel Coulter Reynolds, Daniel Wayne Sermon, Benjamin Arthur McKee, Daniel James Platzman \| – \| \| 2. Juli 2018 – 22. Juli 2018 3 Wochen (insgesamt 10) \| 10 \| Maroon 5 \| Girls Like You Adam Levine, Henry Walter, Jason Evigan, Brittany Talia Hazzard, Gian Michael Stone \| – \| \| 23. Juli 2018 – 19. August 2018 4 Wochen \| 4 \| Drake \| In My Feelings Aubrey Graham, Benny Workman, Darius Harrison, Stephen Garrett, James Scheffer, Rex Zamor, Dwayne Carter, Renetta Lowe-Bridgewater, Orville Hall, Phillip Price \| – \| \| 20. August 2018 – 23. September 2018 5 Wochen (insgesamt 10) \| 10 \| Maroon 5 \| Girls Like You Adam Levine, Henry Walter, Jason Evigan, Brittany Talia Hazzard, Gian Michael Stone \| – \| \| 24. September 2018 – 7. Oktober 2018 2 Wochen \| 2 \| Eminem \| Killshot Mashall Mathers, Ray Fraser \| – \| \| 8. Oktober 2018 – 1. Januar 2019 12 Wochen (insgesamt 24) \| 24 \| Lady Gaga & Bradley Cooper \| Shallow Mark Ronson, Anthony Rossomando, Andrew Wyatt, Joanne Stefani Germanotta \| – \| |                                      |                                      | |                           |
| ← 2017 |                                      |                                      | | → 2019 →                  |
| Zeitraum | Wo. ges.                             | Interpret                            | Titel Autor(en) | Zusätzliche Informationen |
| (Zeitraum, Wochen auf Platz eins, Interpret, Titel, Autor[en], zusätzliche Informationen) |                                      |                                      | |                           |
| 23. Oktober 2017 – 25. Februar 2018 18 Wochen (insgesamt 19) | 19                                   | Ed Sheeran                           | Perfect Edward Christopher Sheeran | –                         |
| 26. Februar 2018 – 4. März 2018 1 Woche (insgesamt 3) | 3                                    | Drake                                | God’s Plan Aubrey Graham, Daveon Lamont Jackson, Ronald Latour, Matthew Jehu Samuels, Noah James Shebib | –                         |
| 5. März 2018 – 11. März 2018 1 Woche | 1                                    | Post Malone                          | Psycho Louis Bell, Tyrone Griffin Jr., Austin Post | –                         |
| 12. März 2018 – 18. März 2018 1 Woche (insgesamt 19) | 19                                   | Ed Sheeran                           | Perfect Edward Christopher Sheeran | –                         |
| 19. März 2018 – 25. März 2018 1 Woche (insgesamt 3) | 3                                    | Drake                                | God’s Plan Aubrey Graham, Daveon Lamont Jackson, Ronald Latour, Matthew Jehu Samuels, Noah James Shebib | –                         |
| 26. März 2018 – 1. April 2018 1 Woche (insgesamt 3) | 3                                    | Bad Wolves                           | Zombie Dolores Mary O’Riordan | –                         |
| 2. April 2018 – 8. April 2018 1 Woche | 1                                    | Shawn Mendes                         | In My Blood Shawn Mendes, Teddy Geiger, Scott Harris, Geoffrey Elliott Warburton | –                         |
| 9. April 2018 – 15. April 2018 1 Woche (insgesamt 3) | 3                                    | Drake                                | God’s Plan Aubrey Graham, Daveon Lamont Jackson, Ronald Latour, Matthew Jehu Samuels, Noah James Shebib | –                         |
| 16. April 2018 – 22. April 2018 1 Woche | 1                                    | Drake                                | Nice for What Aubrey Graham, Marvin Hamlisch, Clifford Smith, Alan Bergman, Marilyn Bergman, Corey Woods, Lauryn N. Hill, Orville Hall, Phillip Price, Shane Lindstrom, Chauncey Lamont Hawkins, Dennis David Coles, Gary E. Grice, Jason S. Hunter, Robert F. Diggs, Russell T. Jones | –                         |
| 23. April 2018 – 29. April 2018 1 Woche (insgesamt 3) | 3                                    | Bad Wolves                           | Zombie Dolores Mary O’Riordan | –                         |
| 30. April 2018 – 6. Mai 2018 1 Woche | 1                                    | Ariana Grande                        | No Tears Left to Cry Max Martin, Savan Kotecha, Ilya Salmanzadeh, Ariana Grande | –                         |
| 7. Mai 2018 – 13. Mai 2018 1 Woche (insgesamt 3) | 3                                    | Bad Wolves                           | Zombie Dolores Mary O’Riordan | –                         |
| 14. Mai 2018 – 27. Mai 2018 2 Wochen | 2                                    | Childish Gambino                     | This Is America Donald Glover, Ludwig Göransson | –                         |
| 28. Mai 2018 – 3. Juni 2018 1 Woche | 1                                    | Backstreet Boys                      | Don’t Go Breaking My Heart Stuart Crichton, Jamie Hartman, Stephen Wrabel | –                         |
| 4. Juni 2018 – 10. Juni 2018 1 Woche | 1                                    | Imagine Dragons                      | Whatever It Takes Joel Little, Daniel Coulter Reynolds, Daniel Wayne Sermon, Benjamin Arthur McKee, Daniel James Platzman | –                         |
| 11. Juni 2018 – 24. Juni 2018 2 Wochen (insgesamt 10) | 10                                   | Maroon 5                             | Girls Like You Adam Levine, Henry Walter, Jason Evigan, Brittany Talia Hazzard, Gian Michael Stone | –                         |
| 25. Juni 2018 – 1. Juli 2018 1 Woche | 1                                    | Kygo & Imagine Dragons               | Born to Be Yours Kyrre Gørvell-Dahll, Daniel Coulter Reynolds, Daniel Wayne Sermon, Benjamin Arthur McKee, Daniel James Platzman | –                         |
| 2. Juli 2018 – 22. Juli 2018 3 Wochen (insgesamt 10) | 10                                   | Maroon 5                             | Girls Like You Adam Levine, Henry Walter, Jason Evigan, Brittany Talia Hazzard, Gian Michael Stone | –                         |
| 23. Juli 2018 – 19. August 2018 4 Wochen | 4                                    | Drake                                | In My Feelings Aubrey Graham, Benny Workman, Darius Harrison, Stephen Garrett, James Scheffer, Rex Zamor, Dwayne Carter, Renetta Lowe-Bridgewater, Orville Hall, Phillip Price | –                         |
| 20. August 2018 – 23. September 2018 5 Wochen (insgesamt 10) | 10                                   | Maroon 5                             | Girls Like You Adam Levine, Henry Walter, Jason Evigan, Brittany Talia Hazzard, Gian Michael Stone | –                         |
| 24. September 2018 – 7. Oktober 2018 2 Wochen | 2                                    | Eminem                               | Killshot Mashall Mathers, Ray Fraser | –                         |
| 8. Oktober 2018 – 1. Januar 2019 12 Wochen (insgesamt 24) | 24                                   | Lady Gaga & Bradley Cooper           | Shallow Mark Ronson, Anthony Rossomando, Andrew Wyatt, Joanne Stefani Germanotta | –                         |

## Alben
| ← 2017 ← | Liste der Nummer-eins-Hits in Kanada | Liste der Nummer-eins-Hits in Kanada | Liste der Nummer-eins-Hits in Kanada    | 2019 → |
| \| Zeitraum \| Wo. ges. \| Interpret \| Titel \| Zusätzliche Informationen \| \| (Zeitraum, Wochen auf Platz eins, Interpret, Titel, zusätzliche Informationen) \| \| \| \| \| \| ------------------------------------------------------------------------------ \| -------- \| -------------------------- \| --------------------------------------- \| -------------------------------------------------------------------------------------------------------------------------------------------------------------------------------------- \| \| 25. Dezember 2017 – 7. Januar 2018 2 Wochen \| 2 \| Eminem \| Revival \| – \| \| 8. Januar 2018 – 14. Januar 2018 1 Woche (insgesamt 2) \| 2 \| Shania Twain \| Now \| – \| \| 15. Januar 2018 – 21. Januar 2018 1 Woche (insgesamt 6) \| 6 \| Ed Sheeran \| ÷ \| – \| \| 22. Januar 2018 – 28. Januar 2018 1 Woche \| 1 \| Camila Cabello \| Camila \| – \| \| 29. Januar 2018 – 4. Februar 2018 1 Woche \| 1 \| Fall Out Boy \| Mania \| – \| \| 5. Februar 2018 – 11. Februar 2018 1 Woche \| 1 \| Jim Cuddy \| Constellation \| – \| \| 12. Februar 2018 – 18. Februar 2018 1 Woche \| 1 \| Justin Timberlake \| Man of the Woods \| – \| \| 19. Februar 2018 – 4. März 2018 2 Wochen \| 2 \| (Verschiedene Interpreten) \| Black Panther: The Album \| – \| \| 5. März 2018 – 11. März 2018 1 Woche \| 1 \| Vance Joy \| Nation of Two \| – \| \| 12. März 2018 – 18. März 2018 1 Woche (insgesamt 6) \| 6 \| Ed Sheeran \| ÷ \| – \| \| 19. März 2018 – 25. März 2018 1 Woche \| 1 \| David Byrne \| American Utopia \| – \| \| 26. März 2018 – 1. April 2018 1 Woche (insgesamt 5) \| 5 \| Metallica \| Hardwired…to Self-Destruct \| – \| \| 2. April 2018 – 8. April 2018 1 Woche \| 1 \| Jack White \| Boarding House Reach \| – \| \| 9. April 2018 – 15. April 2018 1 Woche \| 1 \| The Weeknd \| My Dear Melancholy \| – \| \| 16. April 2018 – 22. April 2018 1 Woche \| 1 \| Thirty Seconds to Mars \| America \| – \| \| 23. April 2018 – 29. April 2018 1 Woche \| 1 \| Jason Aldean \| Rearview Town \| – \| \| 30. April 2018 – 6. Mai 2018 1 Woche \| 1 \| J. Cole \| Kod \| – \| \| 7. Mai 2018 – 13. Mai 2018 1 Woche \| 1 \| Keith Urban \| Graffiti U \| – \| \| 14. Mai 2018 – 20. Mai 2018 1 Woche \| 1 \| Éric Lapointe \| Délivrance \| – \| \| 21. Mai 2018 – 3. Juni 2018 2 Wochen \| 2 \| Pink \| Beautiful Trauma \| – \| \| 4. Juni 2018 – 10. Juni 2018 1 Woche \| 1 \| Shawn Mendes \| Shawn Mendes \| – \| \| 11. Juni 2018 – 17. Juni 2018 1 Woche \| 1 \| Cœur de Pirate \| En cas de tempête, ce jardin sera fermé \| – \| \| 18. Juni 2018 – 24. Juni 2018 1 Woche \| 1 \| Dave Matthews Band \| Come Tomorrow \| – \| \| 25. Juni 2018 – 1. Juli 2018 1 Woche \| 1 \| 5 Seconds of Summer \| Youngblood \| – \| \| 2. Juli 2018 – 8. Juli 2018 1 Woche \| 1 \| Panic at the Disco \| Pray for the Wicked \| – \| \| 9. Juli 2018 – 29. Juli 2018 3 Wochen \| 3 \| Drake \| Sc7 \| – \| \| 30. Juli 2018 – 12. August 2018 2 Wochen \| 2 \| (Soundtrack) \| Mamma Mia! Here We Go Again \| – \| \| 13. August 2018 – 19. August 2018 1 Woche \| 1 \| Travis Scott \| Astroworld \| – \| \| 20. August 2018 – 26. August 2018 1 Woche \| 1 \| Nicki Minaj \| Queen \| – \| \| 27. August 2018 – 2. September 2018 1 Woche \| 1 \| Ariana Grande \| Sweetener \| – \| \| 3. September 2018 – 9. September 2018 1 Woche \| 1 \| BTS \| Love Yourself: Answer \| – \| \| 10. September 2018 – 16. September 2018 1 Woche (insgesamt 2) \| 2 \| Eminem \| Kamikaze \| – \| \| 17. September 2018 – 23. September 2018 1 Woche \| 1 \| Paul McCartney \| Egypt Station \| – \| \| 24. September 2018 – 30. September 2018 1 Woche \| 1 \| Carrie Underwood \| Cry Pretty \| – \| \| 1. Oktober 2018 – 7. Oktober 2018 1 Woche (insgesamt 2) \| 2 \| Eminem \| Kamikaze \| – \| \| 8. Oktober 2018 – 14. Oktober 2018 1 Woche (insgesamt 3) \| 3 \| Cher \| Dancing Queen \| Mehr als 50 Jahre nach Beginn ihrer Karriere veröffentlicht die Sängerin ein weiteres Studioalbum. Obwohl es in vielen Ländern in die Top 10 kommt, erreicht es nur in Kanada Platz 1. \| \| 15. Oktober 2018 – 28. Oktober 2018 2 Wochen (insgesamt 9) \| 9 \| Lady Gaga & Bradley Cooper \| A Star Is Born (Soundtrack) \| – \| \| 29. Oktober 2018 – 4. November 2018 1 Woche \| 1 \| Greta Van Fleet \| Anthem of the Peaceful Army \| – \| \| 5. November 2018 – 18. November 2018 2 Wochen \| 2 \| Ginette Reno \| À jamais \| – \| \| 19. November 2018 – 25. November 2018 1 Woche \| 1 \| Muse \| Simulation Theory \| – \| \| 26. November 2018 – 2. Dezember 2018 1 Woche \| 1 \| Mumford & Sons \| Delta \| – \| \| 3. Dezember 2018 – 23. Dezember 2018 3 Wochen \| 3 \| Michael Bublé \| Love \| – \| \| 24. Dezember 2018 – 20. Januar 2019 4 Wochen (insgesamt 9) \| 9 \| Lady Gaga & Bradley Cooper \| A Star Is Born (Soundtrack) \| – \| |                                      |                                      |                                         | |
| ← 2017 |                                      |                                      |                                         | → 2019 → |
| Zeitraum | Wo. ges.                             | Interpret                            | Titel                                   | Zusätzliche Informationen |
| (Zeitraum, Wochen auf Platz eins, Interpret, Titel, zusätzliche Informationen) |                                      |                                      |                                         | |
| 25. Dezember 2017 – 7. Januar 2018 2 Wochen | 2                                    | Eminem                               | Revival                                 | – |
| 8. Januar 2018 – 14. Januar 2018 1 Woche (insgesamt 2) | 2                                    | Shania Twain                         | Now                                     | – |
| 15. Januar 2018 – 21. Januar 2018 1 Woche (insgesamt 6) | 6                                    | Ed Sheeran                           | ÷                                       | – |
| 22. Januar 2018 – 28. Januar 2018 1 Woche | 1                                    | Camila Cabello                       | Camila                                  | – |
| 29. Januar 2018 – 4. Februar 2018 1 Woche | 1                                    | Fall Out Boy                         | Mania                                   | – |
| 5. Februar 2018 – 11. Februar 2018 1 Woche | 1                                    | Jim Cuddy                            | Constellation                           | – |
| 12. Februar 2018 – 18. Februar 2018 1 Woche | 1                                    | Justin Timberlake                    | Man of the Woods                        | – |
| 19. Februar 2018 – 4. März 2018 2 Wochen | 2                                    | (Verschiedene Interpreten)           | Black Panther: The Album                | – |
| 5. März 2018 – 11. März 2018 1 Woche | 1                                    | Vance Joy                            | Nation of Two                           | – |
| 12. März 2018 – 18. März 2018 1 Woche (insgesamt 6) | 6                                    | Ed Sheeran                           | ÷                                       | – |
| 19. März 2018 – 25. März 2018 1 Woche | 1                                    | David Byrne                          | American Utopia                         | – |
| 26. März 2018 – 1. April 2018 1 Woche (insgesamt 5) | 5                                    | Metallica                            | Hardwired…to Self-Destruct              | – |
| 2. April 2018 – 8. April 2018 1 Woche | 1                                    | Jack White                           | Boarding House Reach                    | – |
| 9. April 2018 – 15. April 2018 1 Woche | 1                                    | The Weeknd                           | My Dear Melancholy                      | – |
| 16. April 2018 – 22. April 2018 1 Woche | 1                                    | Thirty Seconds to Mars               | America                                 | – |
| 23. April 2018 – 29. April 2018 1 Woche | 1                                    | Jason Aldean                         | Rearview Town                           | – |
| 30. April 2018 – 6. Mai 2018 1 Woche | 1                                    | J. Cole                              | Kod                                     | – |
| 7. Mai 2018 – 13. Mai 2018 1 Woche | 1                                    | Keith Urban                          | Graffiti U                              | – |
| 14. Mai 2018 – 20. Mai 2018 1 Woche | 1                                    | Éric Lapointe                        | Délivrance                              | – |
| 21. Mai 2018 – 3. Juni 2018 2 Wochen | 2                                    | Pink                                 | Beautiful Trauma                        | – |
| 4. Juni 2018 – 10. Juni 2018 1 Woche | 1                                    | Shawn Mendes                         | Shawn Mendes                            | – |
| 11. Juni 2018 – 17. Juni 2018 1 Woche | 1                                    | Cœur de Pirate                       | En cas de tempête, ce jardin sera fermé | – |
| 18. Juni 2018 – 24. Juni 2018 1 Woche | 1                                    | Dave Matthews Band                   | Come Tomorrow                           | – |
| 25. Juni 2018 – 1. Juli 2018 1 Woche | 1                                    | 5 Seconds of Summer                  | Youngblood                              | – |
| 2. Juli 2018 – 8. Juli 2018 1 Woche | 1                                    | Panic at the Disco                   | Pray for the Wicked                     | – |
| 9. Juli 2018 – 29. Juli 2018 3 Wochen | 3                                    | Drake                                | Sc7                                     | – |
| 30. Juli 2018 – 12. August 2018 2 Wochen | 2                                    | (Soundtrack)                         | Mamma Mia! Here We Go Again             | – |
| 13. August 2018 – 19. August 2018 1 Woche | 1                                    | Travis Scott                         | Astroworld                              | – |
| 20. August 2018 – 26. August 2018 1 Woche | 1                                    | Nicki Minaj                          | Queen                                   | – |
| 27. August 2018 – 2. September 2018 1 Woche | 1                                    | Ariana Grande                        | Sweetener                               | – |
| 3. September 2018 – 9. September 2018 1 Woche | 1                                    | BTS                                  | Love Yourself: Answer                   | – |
| 10. September 2018 – 16. September 2018 1 Woche (insgesamt 2) | 2                                    | Eminem                               | Kamikaze                                | – |
| 17. September 2018 – 23. September 2018 1 Woche | 1                                    | Paul McCartney                       | Egypt Station                           | – |
| 24. September 2018 – 30. September 2018 1 Woche | 1                                    | Carrie Underwood                     | Cry Pretty                              | – |
| 1. Oktober 2018 – 7. Oktober 2018 1 Woche (insgesamt 2) | 2                                    | Eminem                               | Kamikaze                                | – |
| 8. Oktober 2018 – 14. Oktober 2018 1 Woche (insgesamt 3) | 3                                    | Cher                                 | Dancing Queen                           | Mehr als 50 Jahre nach Beginn ihrer Karriere veröffentlicht die Sängerin ein weiteres Studioalbum. Obwohl es in vielen Ländern in die Top 10 kommt, erreicht es nur in Kanada Platz 1. |
| 15. Oktober 2018 – 28. Oktober 2018 2 Wochen (insgesamt 9) | 9                                    | Lady Gaga & Bradley Cooper           | A Star Is Born (Soundtrack)             | – |
| 29. Oktober 2018 – 4. November 2018 1 Woche | 1                                    | Greta Van Fleet                      | Anthem of the Peaceful Army             | – |
| 5. November 2018 – 18. November 2018 2 Wochen | 2                                    | Ginette Reno                         | À jamais                                | – |
| 19. November 2018 – 25. November 2018 1 Woche | 1                                    | Muse                                 | Simulation Theory                       | – |
| 26. November 2018 – 2. Dezember 2018 1 Woche | 1                                    | Mumford & Sons                       | Delta                                   | – |
| 3. Dezember 2018 – 23. Dezember 2018 3 Wochen | 3                                    | Michael Bublé                        | Love                                    | – |
| 24. Dezember 2018 – 20. Januar 2019 4 Wochen (insgesamt 9) | 9                                    | Lady Gaga & Bradley Cooper           | A Star Is Born (Soundtrack)             | – |